# Brunellia
Brunellia és un gènere de plantes amb flors dins la família Brunelliaceae. Són arbres de 62 espècies que creixen en zones muntanyenques des del sud de Mèxic a Bolívia. 10 de les espècies viuen a Ecuador, totes excepte una es presenten als Andes.

## Classificació
- Brunellia acostae, Cuatrec.
- Brunellia almaguerensis, Cuatrec.
- Brunellia antioquensis, (Cuatrec.) Cuatrec.
- Brunellia boqueronensis, Cuatrec.
- Brunellia cayambensis, Cuatrec.
- Brunellia darienensis, Cuatrec. & Porter
- Brunellia ecuadoriensis, Cuatrec.
- Brunellia farallonensis, Cuatrec.
- Brunellia macrophylla, Killip & Cuatrec.
- Brunellia morii, Cuatrec.
- Brunellia occidentalis, Cuatrec.
- Brunellia ovalifolia, Bonpl.
- Brunellia pauciflora, Cuatrec. & C.I.Orozco
- Brunellia penderiscana, Cuatrec.
- Brunellia racemifera, Tulasne
- Brunellia rufa, Killip & Cuatrec.
- Brunellia subsessilis, Killip & Cuatrec.
- Brunellia zamorensis, Steyerm.